# Häfeli DH-5
L'Häfeli DH-5 fu un aereo da ricognizione monomotore, biposto e biplano, sviluppato dall'azienda aeronautica svizzera Eidgenössischen Konstruktionswerkstätten (EKW) nei tardi anni dieci del XX secolo.
Progettato dall'ingegnere August Häfeli, fu adottato dall'Esercito svizzero per la sua componente aerea, le Truppe d'aviazione, rimanendo in servizio, negli esemplari aggiornati, fino al 1940.

## Tecnica
L'Häfeli DH-5 era un velivolo dall'impostazione, per l'epoca, convenzionale, un monomotore in configurazione traente, biposto e biplano, realizzato con struttura in legno ricoperta da tela, che mantenne quasi inalterato il progetto originale in tutte le versioni costruite.
La fusoliera, realizzata con struttura in legno, integrava i due abitacoli separati aperti per i due membri dell'equipaggio, l'anteriore, collocato tra le ali, destinato al pilota ed il posteriore all'osservatore/mitragliere. Posteriormente terminava in un impennaggio classico monoderiva con timone ricoperto da tela verniciata.
La velatura era di tipo biplana a scalamento positivo, con ala superiore ed inferiore, di diverso disegno, la prima, l'unica ad integrare gli alettoni, fortemente smussata al centro per consentire l'accesso al posto di pilotaggio. Erano collegate tra loro da una doppia coppia, una per lato, di montanti interalari esterni ed inclinati, più un complesso di montanti interni che fissava il tronco centrale dell'ala superiore alla fusoliera, soluzione che consentiva lo smontaggio della velatura per facilitare il rimessaggio in minor spazio, il tutto integrato da tiranti obliqui ad X in cavetto d'acciaio.
Il carrello d'atterraggio era un semplice biciclo anteriore, ad asse rigido ed ammortizzato, posto sotto la fusoliera all'altezza dell'ala inferiore, integrato posteriormente da un pattino d'appoggio anch'esso ammortizzato collocato sotto la coda.
La propulsione era affidata ad un motore di progettazione svizzera, sviluppato dalla Schweizerische Lokomotiv- und Maschinenfabrik, dall'architettura motore 8 cilindri a V e raffreddato a liquido collocato all'apice anteriore della fusoliera ed abbinato ad un'elica bipala in legno a passo fisso. A seconda della versione venne equipaggiato con un LFW I da 180 PS, o un LFW II da 200 PS o un LFW III da 220 PS, con conseguente incremento delle prestazioni, tutti abbinati ad un radiatore di tipo anulare posto appena dietro all'elica.
L'armamento consisteva in una mitragliatrice posizionata in caccia, abbinata ad un dispositivo di sincronizzazione che consentiva al pilota di sparare senza conseguenze attraverso il disco dell'elica, ed una (o una binata a seconda delle fonti) montata su supporto brandeggiabile ad anello nell'abitacolo posteriore.

## Impiego operativo

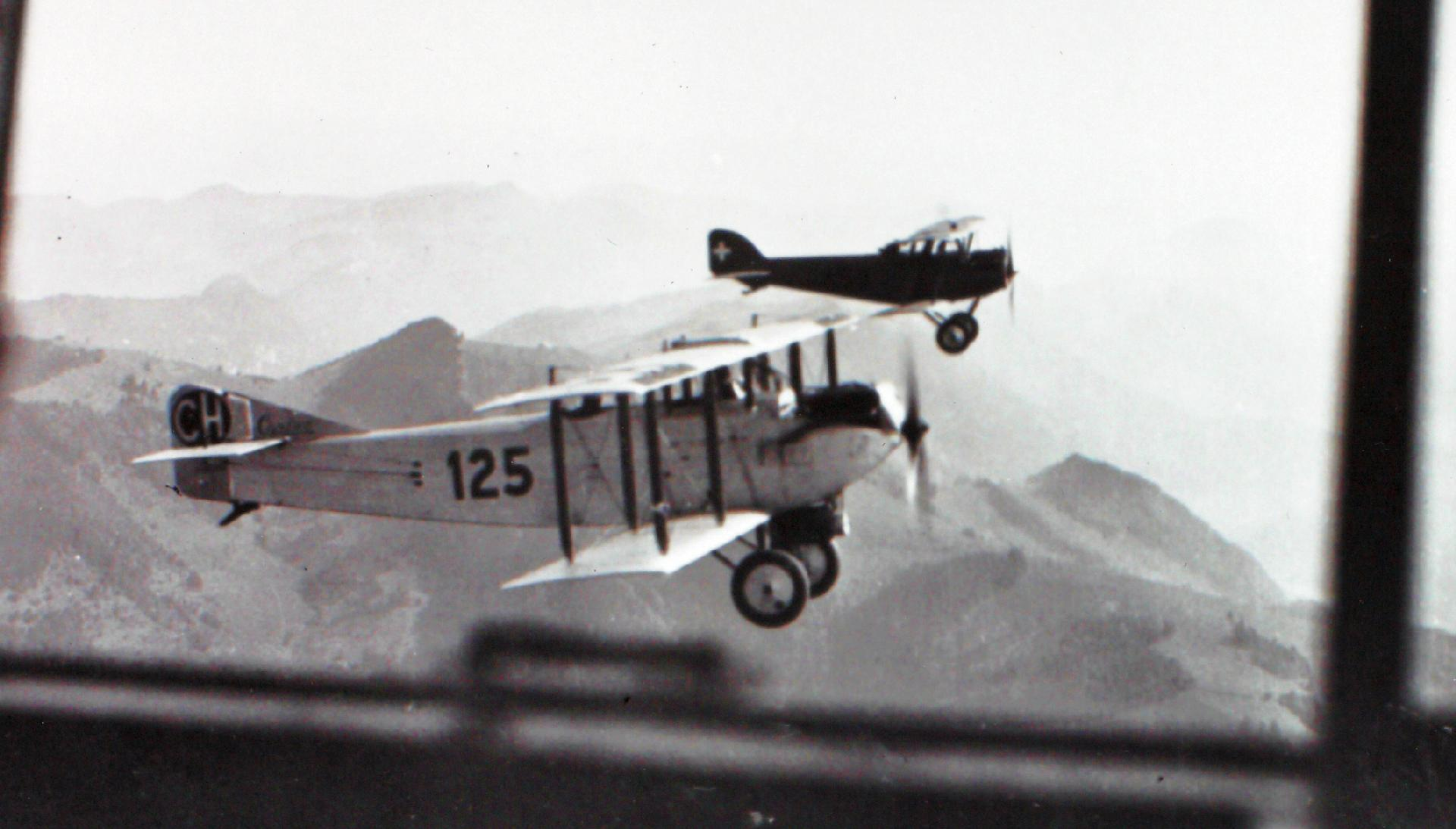
Un Caudron C.59 con marche civili svizzere CH-125 e, in secondo piano, un Häfeli DH-5 delle Truppe d'aviazione dell'Esercito svizzero.

Gli esemplari del primo lotto di 39 esemplari, numeri di serie da 402 a 440, iniziarono ad essere consegnati alle squadriglie d'aviazione dal maggio 1922, dei quali otto in carico alla Squadriglia d'aviazione 17, ai quali seguirono altri 20 esemplari MV nel 1924, ed altri 20 nella versione DH-5A (MV 5a) nel 1929. I più longevi risultano rimasti in organico fino all'8 giugno 1940.

## Versioni
DH-5
indicato anche come MV, prima versione avviata alla produzione in serie, equipaggiata con un motore 8 cilindri a V raffreddato a liquido LFW I (180 PS) o LFW II (200 PS) e realizzata in 59 esemplari.
DH-5A
indicato anche come MV-1, sviluppo, versione equipaggiata con un motore V8 LFW III da 220 hp (164 kW) raffreddato a liquido. Gli esemplari ancora in condizioni di volo vennero modificati a Thun nel 1932, modificando la velatura, equipaggiandola con alette Handley Page sul bordo d'attacco alare, e la cellula per permettere ai membri dell'equipaggio di indossare i paracadute.
DH-5X
indicato anche come M Va, singolo esemplare da valutazione equipaggiato con un motore Hispano-Suiza HS-42 (8Fb) importato dalla Francia, non avviato alla produzione in serie per indisponibilità di propulsori, esemplare perso per incidente nel 1933.

## Utilizzatori
Svizzera
- Truppe d'aviazione dell'Esercito svizzero